# Saison 2 de Grey's Anatomy : Station 19
Chronologie
Saison 1 Saison 3
Cet article présente le guide des épisodes de la deuxième saison de la série télévisée américaine Grey's Anatomy : Station 19.

## Distribution

### Acteurs principaux
- Jaina Lee Ortiz (VF : Stéphanie Hédin) : Andrea « Andy » Herrera, lieutenante et fille du capitaine Pruitt Herrera
- Jason George (VF : Denis Laustriat) : Ben Warren, recrue pompier
- Grey Damon (VF : Thibaut Lacour) : Jack Gibson, lieutenant
- Barrett Doss (en) (VF : Déborah Claude) : Victoria « Vic » Hughes, pompière
- Alberto Frezza (VF : Jean-Christophe Dollé) : Ryan Tanner, policier
- Jay Hayden (en) (VF : Valentin Merlet) : Travis Montgomery, pompier
- Okieriete Onaodowan (en) (VF : Namakan Koné) : Dean Miller, pompier
- Danielle Savre (VF : Ariane Aggiage) : Maya Bishop, lieutenante
- Miguel Sandoval (VF : Philippe Catoire) : Pruitt Herrera, capitaine de la Station 19 et père d'Andy
- Boris Kodjoe (VF : Daniel Lobé) : Robert Sullivan, capitaine (depuis saison 2)

### Acteurs récurrents
- Brett Tucker (VF : Stéphane Pouplard) : Lucas Ripley, chef des pompiers
- Sterling Sulieman (VF : Gilduin Tissier) : Grant
- Dermot Mulroney (VF : Jean-Louis Faure (acteur)) : Greg Tanner, père de Ryan
- Sarah Oh (VF : Geneviève Doang) : Jenna Matson
- Chelsea Harris (VF : Corinne Wellong) : Nikki

### Acteurs invités
- Vanessa Marano : Molly (épisode 1)
- Lisseth Chavez : Kathleen Noonan (épisodes 10 et 13)
- JoBeth Williams : Reggie (épisodes 11 et 12)
- BJ Tanner : Tuck Jones, beau-fils de Ben (épisode 13)
- Bre Blair : Jennifer Ripley, sœur de Lucas Ripley (épisodes 15 et 16)
- Patrick Duffy : Terry (épisode 17)
- Randee Heller : Maria (épisode 17)
- Nyle DiMarco : Dylan (épisode 17)

### Invités deGrey's Anatomy
- Chandra Wilson (VF : Zaïra Benbadis) : Dre Miranda Bailey, chef de la chirurgie au Grey Sloan Memorial Hospital (épisodes 1, 5, 7 et 10)
- Jake Borelli (VF : Arnaud Laurent) : Dre Levi Schmitt, interne en première année (épisodes 14 et 16)
- Giacomo Gianniotti (VF : Damien Ferrette) : Dre Andrea « Andrew » DeLuca, résident en chirurgie (épisodes 1 et 2)
- Kelly McCreary (VF : Diane Dassigny) : Dre Maggie Pierce, chef de la chirurgie cardiothoracique (épisodes 2 et 15)

## Épisodes[1]

### Épisode 1:Renaître de ses cendres
- États-Unis /  Canada : 4 octobre 2018 sur ABC / CTV
- France : 19 juin 2019 sur TF1[2]

- États-Unis : 5,17 millions de téléspectateurs

- Chandra Wilson (Dre Miranda Bailey)
- Giacomo Gianniotti (Dre Andrea « Andrew » DeLuca)
- Vanessa Marano (Molly)
- Joely Fisher (Denise)

### Épisode 2:Sous la ville
- États-Unis /  Canada : 11 octobre 2018 sur ABC / CTV
- France : 26 juin 2019 sur TF1

- États-Unis : 6,54 millions de téléspectateurs

- Kelly McCreary (Dre Maggie Pierce)
- Giacomo Gianniotti (Dre Andrea « Andrew » DeLuca)
- Flex Alexander (Evan Forrester)
- Stefanie Black (Sergent Brit Logue)
- Kimberly Christian (Natalie Forrester)
- Amari O'Neil et Amir O'Neil (Max Forrester)

### Épisode 3:Le Chaud et le froid
- États-Unis /  Canada : 18 octobre 2018 sur ABC / CTV
- France : 26 juin 2019 sur TF1

- États-Unis : 4,16 millions de téléspectateurs

### Épisode 4:Fer de lance
- États-Unis /  Canada : 25 octobre 2018 sur ABC / CTV
- France : 26 juin 2019 sur TF1

- États-Unis : 5,02 millions de téléspectateurs

### Épisode 5:Feux de détresse
- États-Unis /  Canada : 1er novembre 2018 sur ABC / CTV
- France : 10 juillet 2019 sur TF1

- États-Unis : 4,89 millions de téléspectateurs

- Chandra Wilson (Dre Miranda Bailey)

### Épisode 6:Chaleur humaine
- États-Unis /  Canada : 8 novembre 2018 sur ABC / CTV
- France : 10 juillet 2019 sur TF1

- États-Unis : 5,10 millions de téléspectateurs

### Épisode 7:Souffler sur les braises
- États-Unis /  Canada : 15 novembre 2018 sur ABC / CTV
- France : 10 juillet 2019 sur TF1

- États-Unis : 5,91 millions de téléspectateurs

- Chandra Wilson (Dre Miranda Bailey)

### Épisode 8:Crash
- États-Unis /  Canada : 7 mars 2019 sur ABC / CTV
- France : 17 juillet 2019 sur TF1

- États-Unis : 5,24 millions de téléspectateurs

### Épisode 9:Dissiper l'écran de fumée
- États-Unis /  Canada : 14 mars 2019 sur ABC / CTV
- France : 17 juillet 2019 sur TF1

- États-Unis : 5,02 millions de téléspectateurs

### Épisode 10:Un train d'enfer
- États-Unis /  Canada : 21 mars 2019 sur ABC / CTV
- France : 17 juillet 2019 sur TF1

- États-Unis : 5,55 millions de téléspectateurs

- Chandra Wilson (Dre Miranda Bailey)

### Épisode 11:Baby Boom
- États-Unis /  Canada : 28 mars 2019 sur ABC / CTV
- France : 24 juillet 2019 sur TF1

- États-Unis : 5,44 millions de téléspectateurs

### Épisode 12:Enfiévré
- États-Unis /  Canada : 4 avril 2019 sur ABC / CTV
- France : 24 juillet 2019 sur TF1

- États-Unis : 5,26 millions de téléspectateurs

### Épisode 13:Noir comme dans un four
- États-Unis /  Canada : 11 avril 2019 sur ABC / CTV
- France : 24 juillet 2019 sur TF1

- États-Unis : 5,38 millions de téléspectateurs

- BJ Tanner : Tuck Jones, beau-fils de Ben
- Sam Anderson (Elliott)
- Jasika Nicole (Mila)
- Lisseth Chavez (Kathleen Noonan)
- Hermie Castillo (Graham)
- Sarah Oh (Jenna Matson)
- Matthew Wimbush  (Officier Gates)

### Épisode 14:Brûlerie
- États-Unis /  Canada : 18 avril 2019 sur ABC / CTV
- France : 31 juillet 2019 sur TF1

- États-Unis : 4,96 millions de téléspectateurs

- Jake Borelli (Dre Levi Schmitt)
- Dohn Norwood (Capitaine Ted Conlin)
- Chelsea Harris (Nikki)
- Karishma Ahluwalia (Shireen Varma)

### Épisode 15:Du feu dans les veines
- États-Unis /  Canada : 2 mai 2019 sur ABC / CTV
- France : 31 juillet 2019 sur TF1

- États-Unis : 6,39 millions de téléspectateurs

- Kelly McCreary (Dre Maggie Pierce)
- Bre Blair (Jennifer Ripley)
- Greta Jung (Gwen)
- Shawn Patrick Clifford (Cameron)

- Il s'agit d'un cross-over avec l'épisode 23 de la saison 15 de Grey's Anatomy.

- Cet épisode marque le départ de Brett Tucker, interprète de Lucas Ripley, chef des pompiers (mort à la suite d'inhalations de produit toxique).

### Épisode 16:Bûcher funéraire
- États-Unis /  Canada : 9 mai 2019 sur ABC / CTV
- France : 31 juillet 2019 sur TF1

- États-Unis : 5,05 millions de téléspectateurs

- Bre Blair (Jennifer Ripley)
- Jake Borelli (Dre Levi Schmitt)
- Chelsea Harris (Nikki)
- Phillip Garcia (Nate)
- Shawn Patrick Clifford (Cameron)

### Épisode 17:Feu de forêt
- États-Unis /  Canada : 16 mai 2019 sur ABC / CTV
- France : 31 juillet 2019 sur TF1

- États-Unis : 4,82 millions de téléspectateurs

- Patrick Duffy (Terry)
- Randee Heller (Maria)
- Nyle DiMarco (Dylan)
- Chelsea Harris (Nikki)

## Audiences aux États-Unis
| N° d'épisode | Titre original           | Titre français            | Chaîne | Date de diffusion originale | Audience (en millions de téléspectateurs) | Pdm sur les 18-49 ans |
| ------------ | ------------------------ | ------------------------- | ------ | --------------------------- | ----------------------------------------- | --------------------- |
| 1            | No Recovery              | Renaître de ses cendres   | ABC    | 4 octobre 2018              | 5.17                                      | 1.7                   |
| 2            | Under the Surface        | Sous la ville             | ABC    | 11 octobre 2018             | 6.54                                      | 2.2                   |
| 3            | Home to Hold Onto        | Le chaud et le froid      | ABC    | 18 octobre 2018             | 4.16                                      | 1.5                   |
| 4            | Lost and Found           | Fer de lance              | ABC    | 25 octobre 2018             | 5.02                                      | 1.5                   |
| 5            | Do a Little Harm…        | Feux de détresse          | ABC    | 1er novembre 2018           | 4.89                                      | 1.6                   |
| 6            | Last Day on Earth        | Chaleur humaine           | ABC    | 8 novembre 2018             | 5.10                                      | 1.7                   |
| 7            | Weather the Storm        | Souffler sur les braises  | ABC    | 15 novembre 2018            | 5.91                                      | 1.9                   |
| 8            | Crash and Burn           | Crash                     | ABC    | 7 mars 2019                 | 5.24                                      | 1.6                   |
| 9            | I Fought the Law         | Dissiper l'écran de fumée | ABC    | 14 mars 2019                | 5.02                                      | 1.4                   |
| 10           | Crazy Train              | Un train d'enfer          | ABC    | 21 mars 2019                | 5.55                                      | 1.5                   |
| 11           | Baby Boom                | Baby Boom                 | ABC    | 28 mars 2019                | 5.44                                      | 1.6                   |
| 12           | When It Rains, It Pours! | Enfiévré                  | ABC    | 4 avril 2019                | 5.26                                      | 1.5                   |
| 13           | The Dark Night           | Noir comme dans un four   | ABC    | 11 avril 2019               | 5.38                                      | 1.5                   |
| 14           | Friendly Fire            | Brûlerie                  | ABC    | 18 avril 2019               | 4.96                                      | 1.4                   |
| 15           | Always Ready             | Du feu dans les veines    | ABC    | 2 mai 2019                  | 6.39                                      | 2.1                   |
| 16           | For Whom the Bell Tolls  | Bûcher funéraire          | ABC    | 9 mai 2019                  | 5.05                                      | 1.6                   |
| 17           | Into the Wildfire        | Feu de forêt              | ABC    | 16 mai 2019                 | 4.82                                      | 1.5                   |